# Anonimo di Giamblico
Con Anonimo di Giamblico ci si riferisce all'ignoto autore di un trattatello di argomento morale, contenuto nel Protreptico del filosofo neoplatonico Giamblico. Il breve testo pervenutoci dovrebbe essere stato scritto tra la fine del V e l'inizio del IV secolo a.C. da un sofista di cui è sconosciuta l'identità. Nel corso degli anni si è proposto di identificare l'autore con personalità di volta in volta diverse (come Ippia di Elide, Antifonte o Democrito) senza però giungere ad una conclusione soddisfacente. Non si esclude inoltre che, come nel caso dell'autore dei Dissoi logoi, l'Anonimo possa essere stato un allievo di Protagora.
Il trattato è composto da sette frammenti, in parte parafrasati da Giamblico, nei quali l'Anonimo si occupa del modo in cui bisogna comportarsi per ottenere la fama di uomini virtuosi e sapienti, un fine che è raggiungibile solo da chi ha delle spiccate predisposizioni naturali e si dedica a questo scopo con impegno fin da giovane. Se infatti si ha di mira la perfezione, è assolutamente necessario, qualunque sia l'arte a cui ci si applichi, dedicarvi tempo e impegno, in modo da costruire pian piano la propria fama ed evitare odio e biasimo da parte degli altri membri della comunità. E una volta che si sono raggiunti il potere, la sapienza o l'eloquenza, bisogna avere la correttezza di adoperarli a fin di bene, in modo da fare del bene agli altri e garantire per sé la nomea di giusto: il metodo migliore, dice l'Anonimo, è ergersi a garante delle leggi, in modo da poter giovare all'intera cittadinanza senza finire invischiati in traffici illeciti e potenzialmente dannosi per la propria reputazione.
Un cittadino, dunque, se vuole avere una buona fama che sia eterna e gli resista anche dopo la morte, dovrà perseguire sempre la virtù (areté) ed evitare quei sentimenti che possono spingerlo lontano dal suo obiettivo, come l'avidità, la paura della malattia e della morte, ma anche le rivalità reciproche e il desiderio di predominio sugli altri. Sono infatti le leggi a garantire l'integrità, fisica e morale, dei cittadini, e non è possibile che degli uomini si riuniscano liberamente e vivano assieme senza darsi una legge: la legge non può essere scardinata per ipotesi nemmeno da chi, per particolare predisposizione, potrebbe essere in grado di sopraffare con la sua superiorità innata un'intera comunità, poiché in assenza di leggi egli stesso ne trarrebbe svantaggio. L'Anonimo termina quindi il suo discorso con un elogio del buon governo (eunomia), il quale permette ai cittadini di vivere sereni, senza temere rappresaglie l'uno dall'altro, ma anzi potendo godere della collaborazione degli altri membri della comunità in caso di problemi.
Ciò che qui si sente chiaramente è l'influenza del dibattito politico in corso durante tutto il V secolo. Era stato Protagora, collaboratore di Pericle, a sostenere che le leggi sono promulgate dalla città per garantire il benessere allo stesso tempo della comunità e del singolo individuo; a questo va però aggiunta la critica di Antifonte sofista, il quale sostiene che, al fine di guadagnarsi la fama di giusto, è utile comportarsi in pubblico secondo le leggi della polis, e in privato seguire quelle della natura (senza che per questo si debbano però scardinare le leggi della città in favore di quelle della natura). Infine, è interessante notare che l'uso che l'Anonimo fa della parola areté ha molte affinità con le tesi di Socrate e Platone, intesa cioè come educazione al rispetto di ciò che giusto e legale .